# Микельбренсис, Вильям
Вилья́м Микельбренси́с (фр. William Mikelbrencis; родился 25 февраля 2004 года в Форбаке, Франция) — французский футболист, правый защитник немецкого клуба «Гамбург».

## Клубная карьера
Вильям стал заниматься футболом в возрасте 6 лет в команде АС «Монбронн», а в 2015 году присоединился к академии клуба «Мец», с которым подписал профессиональный контракт в апреле 2021 года. Дебютировал в Лиге 1 9 января 2022 года в матче против «Страсбура».

## Карьера в сборной
Выступал за сборные Франции до 16, до 18, до 19 и до 20 лет.